# Schnippchen
Schnippchen ist die substantivierte Verkleinerungsform des Wortes schnippen und wird heute nur in der Redewendung jemandem ein Schnippchen schlagen verwendet.

## Geschichte
Dieser umgangssprachliche Ausdruck ist seit 1749 nachgewiesen und bezeichnete „ursprünglich eine Spottgebärde, bei der man mit den Fingern ein schnalzendes Geräusch macht“.

Gotthold Ephraim Lessing verwendet diese Redensart in seinem Lustspiel Der Freigeist von 1749, in dem er Johann sprechen lässt: „Ich müßte wenig von Ihnen gelernt haben, wenn ich nicht der ganzen Hölle ein Schnippchen schlagen wollte.“

Auch Johann Wolfgang von Goethe bedient sich poetisch 1832 in Faust. Der Tragödie zweiter Teil dieser Figur. Knabe Lenker spricht: „Hier seht mich nur ein Schnippchen schlagen, – Schon glänzt’s und glitzert’s um den Wagen. – Da springt eine Perlenschnur hervor. – (Immerfort umherschnippend.)“ Schon 1797 verwendet Goethe in Xenien diesen Ausdruck. Dort heißt es ebenfalls in Versform: „Ein Schnippchen schlägst du doch im Sack, – Der du so ruhig scheinest; – So sag doch frank und frei dem Pack, – Wie du’s mit ihnen meinest.“
Albert Waag fasst ihn zu der Gruppe von Ausdrücken, die Vorgänge beschreiben, die von „einer symbolhaften Handlung begleitet“ werden wie beim „schnippen, ‚das Schnellen eines Fingers vermittelst des Daumens‘ als Symbol dafür, daß man sich nicht durch ihn bestimmen oder behindern läßt“. In der Literatur wird dieser Ausdruck gern für eine wenig fassbare Instanz gebraucht, der man nicht beikommen kann, wie einer Krankheit, dem Alter, gar dem Tod, dem eigenen Gehirn, aber auch der Behörde, der man ein Schnippchen schlägt.